# Arttu Heinonen
Arttu Heinonen (Oulu, 22 aprile 1999) è un calciatore finlandese, centrocampista o ala del KuPS.

## Carriera
Cresciuto nel settore giovanile del KuPS, il 18 febbraio 2019 firma il primo contratto professionistico con il club; dopo aver vinto il campionato, il 3 dicembre seguente prolunga per un'ulteriore stagione. Il 21 ottobre 2020 rinnova con il club giallonero fino al termine del 2021.
Il 29 dicembre 2021 viene tesserato dal Lahti; dopo aver trascorso una stagione con i bianconeri, nel 2022 fa ritorno al KuPS. Il 20 ottobre 2023 prolunga fino al 2025 con la squadra di Kuopio.
Nel 2024 centra il primo doblete della storia del club, vincendo la Coppa di Finlandia e lo scudetto.

## Statistiche

### Presenze e reti nei club
Statistiche aggiornate al 25 novembre 2024.
| Stagione        | Squadra         | Campionato      | Campionato | Campionato | Coppe nazionali | Coppe nazionali | Coppe nazionali | Coppe continentali | Coppe continentali | Coppe continentali | Altre coppe | Altre coppe | Altre coppe | Totale | Totale |
| Stagione        | Squadra         | Comp            | Pres       | Reti       | Comp            | Pres            | Reti            | Comp               | Pres               | Reti               | Comp        | Pres        | Reti        | Pres   | Reti   |
| --------------- | --------------- | --------------- | ---------- | ---------- | --------------- | --------------- | --------------- | ------------------ | ------------------ | ------------------ | ----------- | ----------- | ----------- | ------ | ------ |
| 2019            | KuPS            | VL              | 8          | 0          | CF              | 0               | 0               | -                  | -                  | -                  | -           | -           | -           | 8      | 0      |
| 2020            | KuPS            | VL              | 7          | 0          | CF              | 6               | 0               | UCL+UEL            | 0+1                | 0                  | -           | -           | -           | 14     | 0      |
| 2021            | KuPS            | VL              | 13         | 1          | CF              | 5               | 1               | UECL               | 3                  | 0                  | -           | -           | -           | 21     | 2      |
| 2022            | Lahti           | VL              | 19         | 1          | CF+CdL          | 3+3             | 0               | -                  | -                  | -                  | -           | -           | -           | 25     | 1      |
| 2023            | KuPS            | VL              | 20         | 5          | CF+CdL          | 3+3             | 0               | UECL               | 2                  | 0                  | -           | -           | -           | 28     | 5      |
| 2024            | KuPS            | VL              | 23         | 5          | CF+CdL          | 5+6             | 0+1             | UCoL               | 3                  | 1                  | -           | -           | -           | 37     | 7      |
| Totale KuPS     | Totale KuPS     | Totale KuPS     | 71         | 11         |                 | 28              | 2               |                    | 9                  | 1                  |             | -           | -           | 108    | 14     |
| Totale carriera | Totale carriera | Totale carriera | 90         | 12         |                 | 34              | 2               |                    | 9                  | 1                  |             | -           | -           | 133    | 15     |

## Palmarès

### Club

#### Competizioni nazionali
- Campionato finlandese: 2

KuPS: 2019, 2024
- Coppa di Finlandia: 2

KuPS: 2021, 2024